# Rejon desniański
Rejon desniański (ukr. Деснянський район) – jeden z lewobrzeżnych rejonów Kijowa, znajduje się w północno-wschodniej części miasta.
Utworzony 30 grudnia 1987, posiada powierzchnię około 148 km², i liczy ponad 342 tysiące mieszkańców.